# 003MANIA
003MANIA（ゼロゼロさんマニア）は、かつて京やプロダクションで活動していたお笑いトリオ。1995年結成。2006年解散。

## メンバー
堀井祥明（1968年5月11日 - ）
かつては藤代達生と共にお笑いコンビ「まじかるず」として活動していた。
結成当時は「堀井宇宙」名義だった。2001年をもって脱退し、タレントとして活動中。
峰本大作（1974年5月26日 - ）
高知県土佐清水市出身。
解散後、「大ちゃん」と改名し、あちゅと共に「ツーライス」を結成。
吉名崇朗（1974年9月13日 - 2016年3月28日）
高知県土佐清水市出身。
2004年に慢性骨髄性白血病と診断される。その後病気療養のため芸能界を引退。
2012年鉄板もんじゃおか柳開業。2015年芸能事務所株式会社OBIプロモーション設立。2016年に死去。

## 概要
- 保育園の頃からの幼なじみである峰本と吉名は「大吉マニア」と言うコンビで活動しており、そこへまじかるずを解散したばかりの堀井が加入して「003MANIA」を結成した。
- 結成後NHK新人演芸大賞などの賞を受賞し、テレビ番組にも頻繁に出演していた。
- 2001年に堀井がタレントへの転向に伴い脱退し、峰本と吉名のコンビ「23区」を結成。その後、2006年3月に解散した。

## 芸風
- 下ネタ、マニアックなネタがかなり多い。また、効果音を用いたコントも得意する。身体を張ったコントなどもよく行うので、ジャンルはかなり多岐に渡っていたと思われる。
- ファンや番組の視聴者からは「ユニークで独創的」、「面白いけど分かりにくい」と言われることもあった。万人受けするネタは、あまりやっていなかった。

## 受賞歴
- NHK新人演芸大賞・演芸部門大賞（1998年）

## 出演番組
- 爆笑オンエアバトル 戦績1勝3敗 最高353KB（番組史上初めてトリオとしてオンエアを果たした。）
- お笑いダンクシュート
- NHK新人演芸大賞